# Aubencheul-aux-Bois
Pour les articles homonymes, voir Aubencheul et Bois (homonymie).
Aubencheul-aux-Bois est une commune française située dans le département de l'Aisne en région Hauts-de-France.

## Géographie

### Communes limitrophes
|           | Honnecourt-sur-Escaut |                  |
| Vendhuile | Aubencheul-aux-Bois   | Villers-Outréaux |
|           | Gouy                  |                  |

### Hydrographie

#### Réseau hydrographique
La commune est située dans le bassin Artois-Picardie. Elle est drainée par le Catelet.

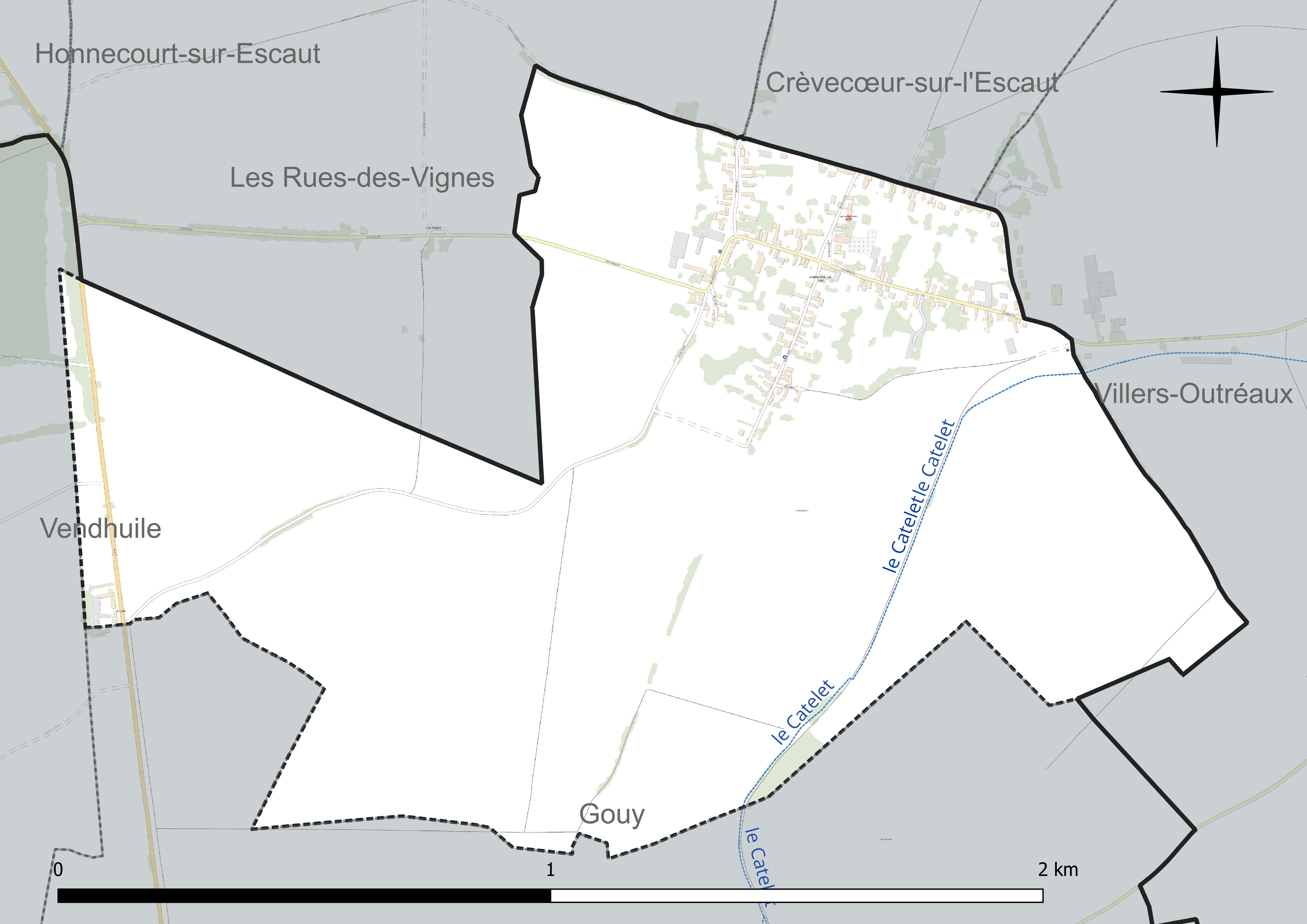
Réseau hydrographique d'Aubencheul-aux-Bois.

#### Gestion et qualité des eaux
Le territoire communal est couvert par le schéma d'aménagement et de gestion des eaux (SAGE) « Escaut ». Ce document de planification concerne un territoire de 2 005 km2 de superficie, délimité par le bassin versant de l'Escaut. Le périmètre a été arrêté le 9 juin 2006 et le SAGE proprement dit a été approuvé le 13 juillet 2021. La structure porteuse de l'élaboration et de la mise en œuvre est le syndicat mixte Escaut et Affluents (SyMEA).
La qualité des cours d'eau peut être consultée sur un site dédié géré par les agences de l'eau et l'Agence française pour la biodiversité.

### Climat
Pour des articles plus généraux, voir Climat des Hauts-de-France et Climat de l'Aisne.
En 2010, le climat de la commune est de type climat océanique dégradé des plaines du Centre et du Nord, selon une étude du CNRS s'appuyant sur une série de données couvrant la période 1971-2000. En 2020, Météo-France publie une typologie des climats de la France métropolitaine dans laquelle la commune est exposée à un climat océanique et est dans la région climatique Nord-est du bassin Parisien, caractérisée par un ensoleillement médiocre, une pluviométrie moyenne régulièrement répartie au cours de l'année et un hiver froid (3 °C).
Pour la période 1971-2000, la température annuelle moyenne est de 10,1 °C, avec  une amplitude thermique annuelle de 14,8 °C. Le cumul annuel moyen de précipitations est de 739 mm, avec 12 jours de précipitations en janvier et 9,2 jours en juillet. Pour la période 1991-2020 la température moyenne annuelle observée sur la station météorologique la plus proche, située sur la commune d'Épehy à 10 km à vol d'oiseau, est de 10,6 °C et le cumul annuel moyen de précipitations est de 752,8 mm,. Pour l'avenir, les paramètres climatiques de la commune estimés pour 2050 selon différents scénarios d'émission de gaz à effet de serre sont consultables sur un site dédié publié par Météo-France en novembre 2022.

## Urbanisme

### Typologie
Au 1er janvier 2024, Aubencheul-aux-Bois est catégorisée commune rurale à habitat dispersé, selon la nouvelle grille communale de densité à 7 niveaux définie par l'Insee en 2022.
Elle est située hors unité urbaine. Par ailleurs la commune fait partie de l'aire d'attraction de Saint-Quentin, dont elle est une commune de la couronne,. Cette aire, qui regroupe 120 communes, est catégorisée dans les aires de 50 000 à moins de 200 000 habitants,.

### Occupation des sols
L'occupation des sols de la commune, telle qu'elle ressort de la base de données européenne d'occupation biophysique des sols Corine Land Cover (CLC), est marquée par l'importance des territoires agricoles (89,1 % en 2018), une proportion identique à celle de 1990 (89,1 %). La répartition détaillée en 2018 est la suivante : 
terres arables (89,1 %), zones urbanisées (10,9 %).
L'évolution de l'occupation des sols de la commune et de ses infrastructures peut être observée sur les différentes représentations cartographiques du territoire : la carte de Cassini (XVIIIe siècle), la carte d'état-major (1820-1866) et les cartes ou photos aériennes de l'IGN pour la période actuelle (1950 à aujourd'hui).

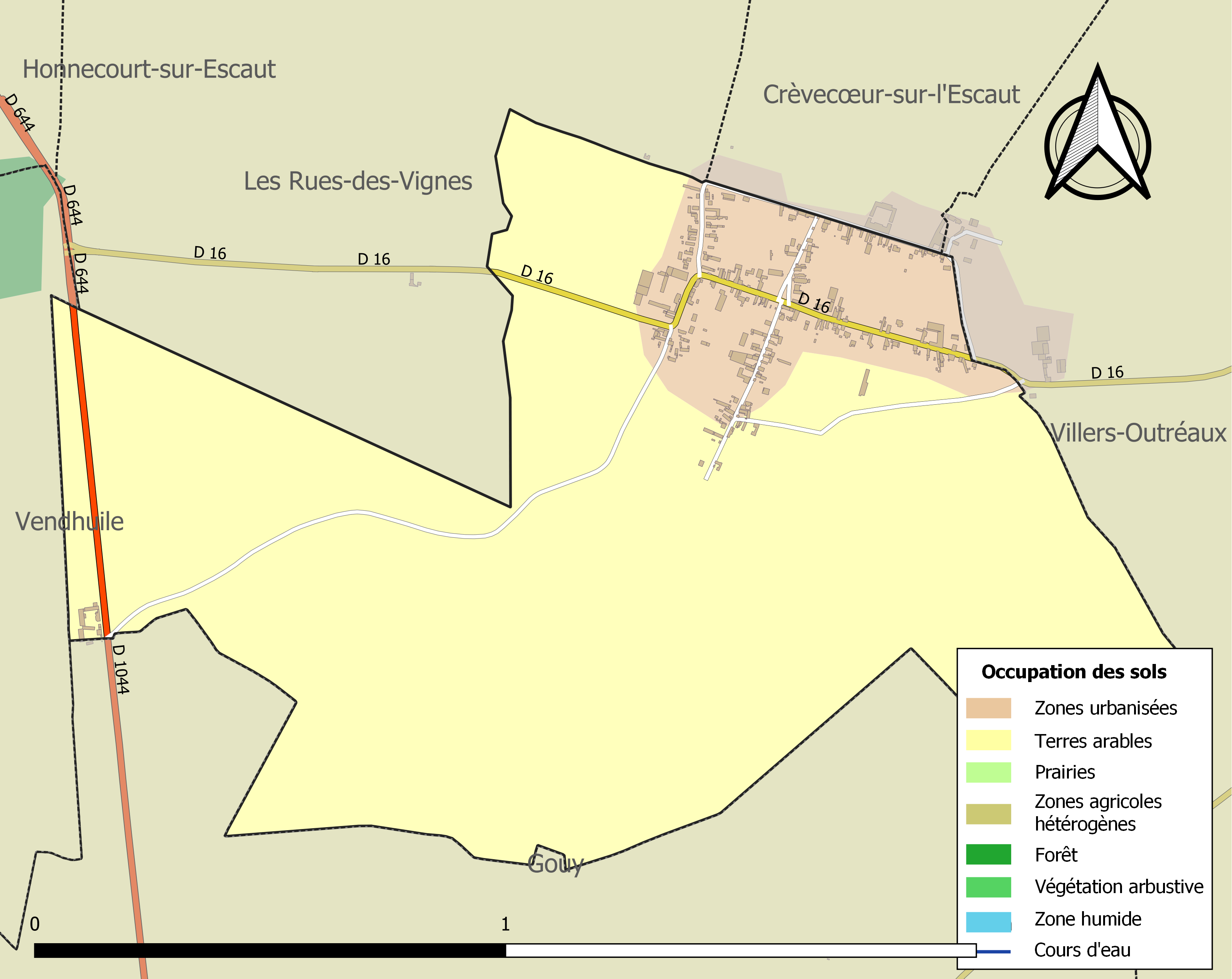
Carte des infrastructures et de l'occupation des sols de la commune en 2018 (CLC).

## Toponymie
Le village apparaît pour la première fois en 1277 sous le nom de Aubanchuel (archives de la ville de Saint-Quentin). La dénomination subira de nombreuses modifications avec le temps : Aubenceul, Aubenchoel, Aubanchoeul, Aubencheulx-au-Bois, Anbanceux-au-Bois, Aubencheul-en-Cambrésis. Aubancheul-aux-Bois sur la carte de Cassini. Le village dépendait autrefois du bailliage du Cambrésis.
Peut-être du bas latin abbatia « abbaye » et du suffixe diminutif -uncula : « toute petite abbaye » ; attribution de l'adjectif albus « blanc » , et du suffixe diminutif -eolum , qui a donné -uel, -eul. À l'origine d'une petite communauté religieuse qui , au milieu du XIe siècle , fut fondée en ce lieu alors désert et couvert de bois.

## Histoire
|  |
|  |

Sur la carte de Cassini ci-contre, datant du XVIIIe siècle, Aubencheul est une paroisse qui n'est traversée par aucun chemin empierré.

À l'ouest, un peu à l'écart, le hameau du Bois-Maillard, qui n'est plus qu'une ferme aujourd'hui, possédait un moulin à vent en bois

Le terroir du village ne comporte aucun bois.
L'abbé L. Boniface a publié en 1842 une étude historique sur Aubencheul-auxBois, Le Bois-Maillard, Pienne, et la Vieuville consultable sur le site de la Bibliothèque Nationale.

Aubencheul-aux-Bois fut le siège d'une petite abbaye fondée au XIe siècle, au milieu de la forêt d'Arrouaise et faisait partie du Cambrésis. Le village fut ravagé en 1584 par le duc de Parme, et en 1636 par les Espagnols. Les habitants y reviennent vers 1663 les premières famille sont Loubry, Lévêque, Grau, Deboucq, Dessains, Dessenne, Guéguin, Carpentier, Milhem, Ferlier, Fichaux, Bernerd, Biar, Simon, Val, Bancourt, Noblécourt, Dubois, Caré, Faucon, Dazin, Savary, Malézieux, Lanthoine, Coupé, Pattée, Dambraine, Gressier, Thibaut, Billon, Domont, Bantigny.
Le 15 juillet 1735 après un vent violent de cinq jours, une trombe de sauterelles tomba, détruisit les pailles, foins...
Disette en 1709 due au gel de janvier à mars, la plupart des arbres fruitiers furent détruits et les blés ensemencés.
En 1740, idem, la misère fut extrême jusqu'à la fin des moissons 1741, durant cette famine la population perdit environ le quart de sa population.
Le 15 juin 1839 une trombe d'un kilomètre de largeur avec des grêlons gros comme des œufs de poule arriva, tout fut détruit.
Un incendie détruisit 63 maisons le 17 juin 1827. Le village fut presque entièrement détruit pendant la Première Guerre mondiale.

## Politique et administration

### Découpage territorial
La commune d'Aubencheul-aux-Bois est membre de la communauté de communes du Pays du Vermandois, un établissement public de coopération intercommunale (EPCI) à fiscalité propre créé le 31 décembre 1993 dont le siège est à Bellicourt. Ce dernier est par ailleurs membre d'autres groupements intercommunaux.
Sur le plan administratif, elle est rattachée à l'arrondissement de Saint-Quentin, au département de l'Aisne et à la région Hauts-de-France. Sur le plan électoral, elle dépend du  canton de Bohain-en-Vermandois pour l'élection des conseillers départementaux, depuis le redécoupage cantonal de 2014 entré en vigueur en 2015, et de la deuxième circonscription de l'Aisne  pour les élections législatives, depuis le dernier découpage électoral de 2010.

### Liste des maires
| Période                                  | Période                       | Identité                   | Étiquette | Qualité                         |
| ---------------------------------------- | ----------------------------- | -------------------------- | --------- | ------------------------------- |
| Les données manquantes sont à compléter. |                               |                            |           |                                 |
| 1708                                     |                               | Louys Caron                |           | Mayeur                          |
| 1740                                     | 1742                          | Henri Caron                |           | Mayeur                          |
| 1751                                     | 1755                          | Paul Passet                |           | Mayeur                          |
| 1758                                     | 1765                          | Alexandre Dominique Passet |           | Mayeur                          |
| 1773                                     |                               | Michel Caron               |           | Mayeur                          |
| 1776                                     |                               | Philippe Joseph Caron      |           | Mayeur                          |
| 1786                                     | 1788                          | Charles Joseph Passet      |           |                                 |
| 1790                                     |                               | Théodore Passet            |           |                                 |
| 1792                                     |                               | Antoine Joseph Millot      |           |                                 |
| 1792                                     |                               | Maximilien Caré            |           | Maire                           |
| 1800                                     | Juin 1816                     | Hyacinthe Passet           |           |                                 |
| Juin 1816                                | Décembre 1831                 | Augustin Passet            |           |                                 |
| Février 1832                             | Mars 1836                     | Noël Milhem                |           |                                 |
| Avril 1836                               | Mars 1847                     | Ildefonce Désiré Passet    |           |                                 |
| 1848                                     | Mars 1861                     | Charles Clavier            |           |                                 |
| Avril 1861                               | mai 1871                      | Benoît Hyacinthe Passet    |           |                                 |
| mai 1871                                 | juin 1871                     | Louis Lévêque              |           |                                 |
| juin 1871                                | Nov 1875                      | Eugéne Loubry              |           |                                 |
| Nov 1875                                 | Janv 1878                     | Simon Philemont            |           |                                 |
| Fév 1878                                 | mai 1892                      | Eugéne Loubry              |           |                                 |
| mai 1892                                 | mai 1896                      | Ernest Fontaine            |           |                                 |
| mai 1896                                 | mai 1904                      | Charles Passet             |           |                                 |
| mai 1904                                 |                               | Ernest Passet              |           |                                 |
| 1954                                     | mars 1977                     | Lucien Passet              |           |                                 |
| mars 1977                                | En cours (au 11 juillet 2020) | Francis Passet             | DVD       | Réélu pour le mandat 2020-2026, |

## Démographie
L'évolution du nombre d'habitants est connue à travers les recensements de la population effectués dans la commune depuis 1793. Pour les communes de moins de 10 000 habitants, une enquête de recensement portant sur toute la population est réalisée tous les cinq ans, les populations de référence des années intermédiaires étant quant à elles estimées par interpolation ou extrapolation. Pour la commune, le premier recensement exhaustif entrant dans le cadre du nouveau dispositif a été réalisé en 2007.

En 2022, la commune comptait 243 habitants, en évolution de −12,27 % par rapport à 2016 (Aisne : −1,97 %, France hors Mayotte : +2,11 %).
| 1793 | 1800 | 1806 | 1821 | 1831 | 1836 | 1841 | 1846 | 1851 |
| ---- | ---- | ---- | ---- | ---- | ---- | ---- | ---- | ---- |
| 629  | 570  | 553  | 551  | 661  | 686  | 715  | 726  | 729  |

| 1856 | 1861 | 1866 | 1872 | 1876 | 1881 | 1886 | 1891 | 1896 |
| ---- | ---- | ---- | ---- | ---- | ---- | ---- | ---- | ---- |
| 730  | 742  | 764  | 785  | 785  | 741  | 743  | 710  | 702  |

| 1901 | 1906 | 1911 | 1921 | 1926 | 1931 | 1936 | 1946 | 1954 |
| ---- | ---- | ---- | ---- | ---- | ---- | ---- | ---- | ---- |
| 644  | 601  | 606  | 410  | 409  | 370  | 343  | 295  | 328  |

| 1962 | 1968 | 1975 | 1982 | 1990 | 1999 | 2006 | 2007 | 2012 |
| ---- | ---- | ---- | ---- | ---- | ---- | ---- | ---- | ---- |
| 324  | 332  | 309  | 300  | 275  | 272  | 301  | 305  | 298  |

| 2017 | 2022 | - | - | - | - | - | - | - |
| ---- | ---- | - | - | - | - | - | - | - |
| 269  | 243  | - | - | - | - | - | - | - |

## Culture locale et patrimoine

### Lieux et monuments
- Église Saint-Martin, reconstruite après la guerre 1914-1918, dans un style néo-roman, essentiellement en brique.
- Chapelle Notre-Dame-de-Lourdes.
- Monument aux morts.
- Calvaire.
- Ferme avec porche et tour.

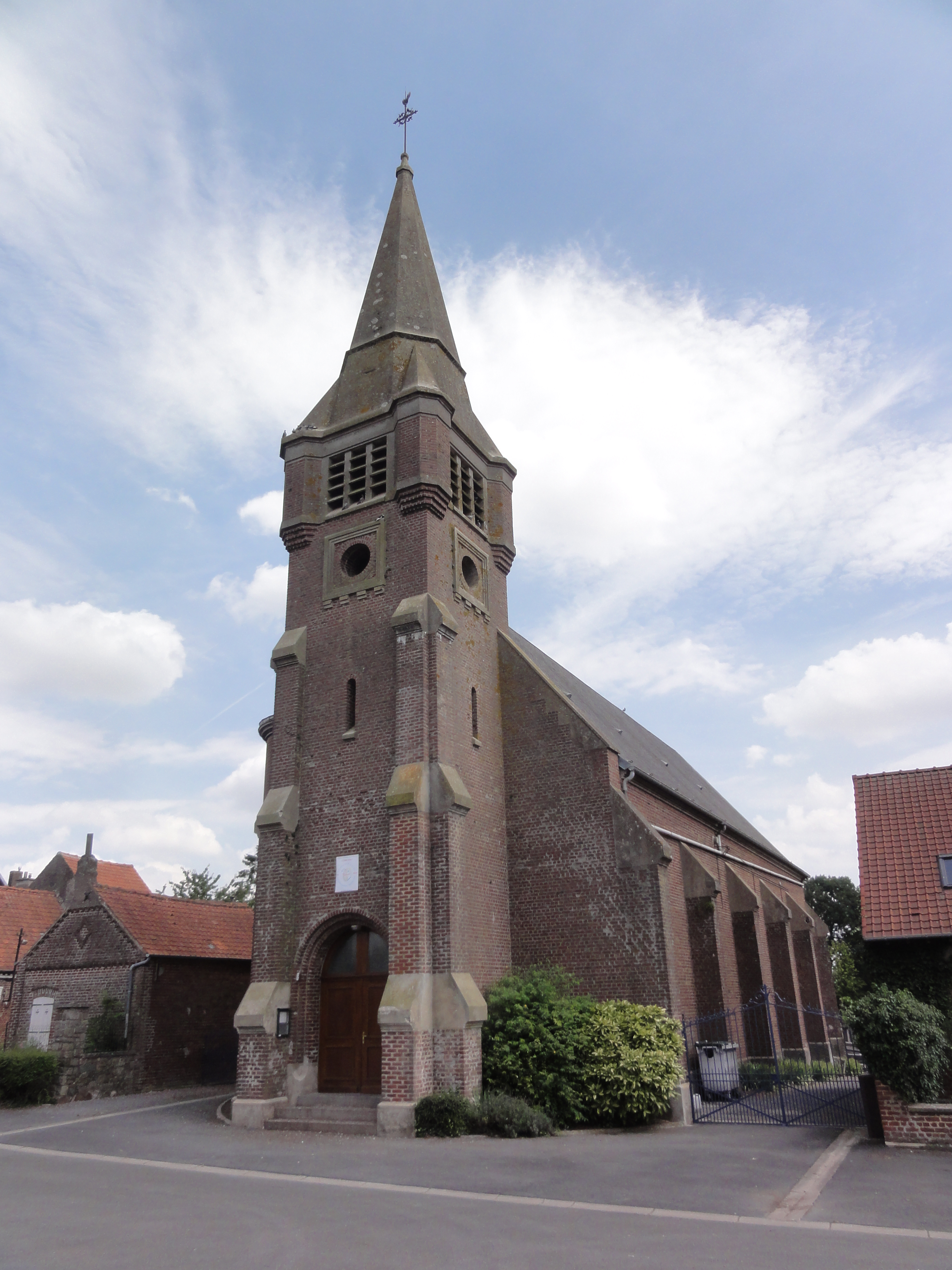
Église Saint-Martin.
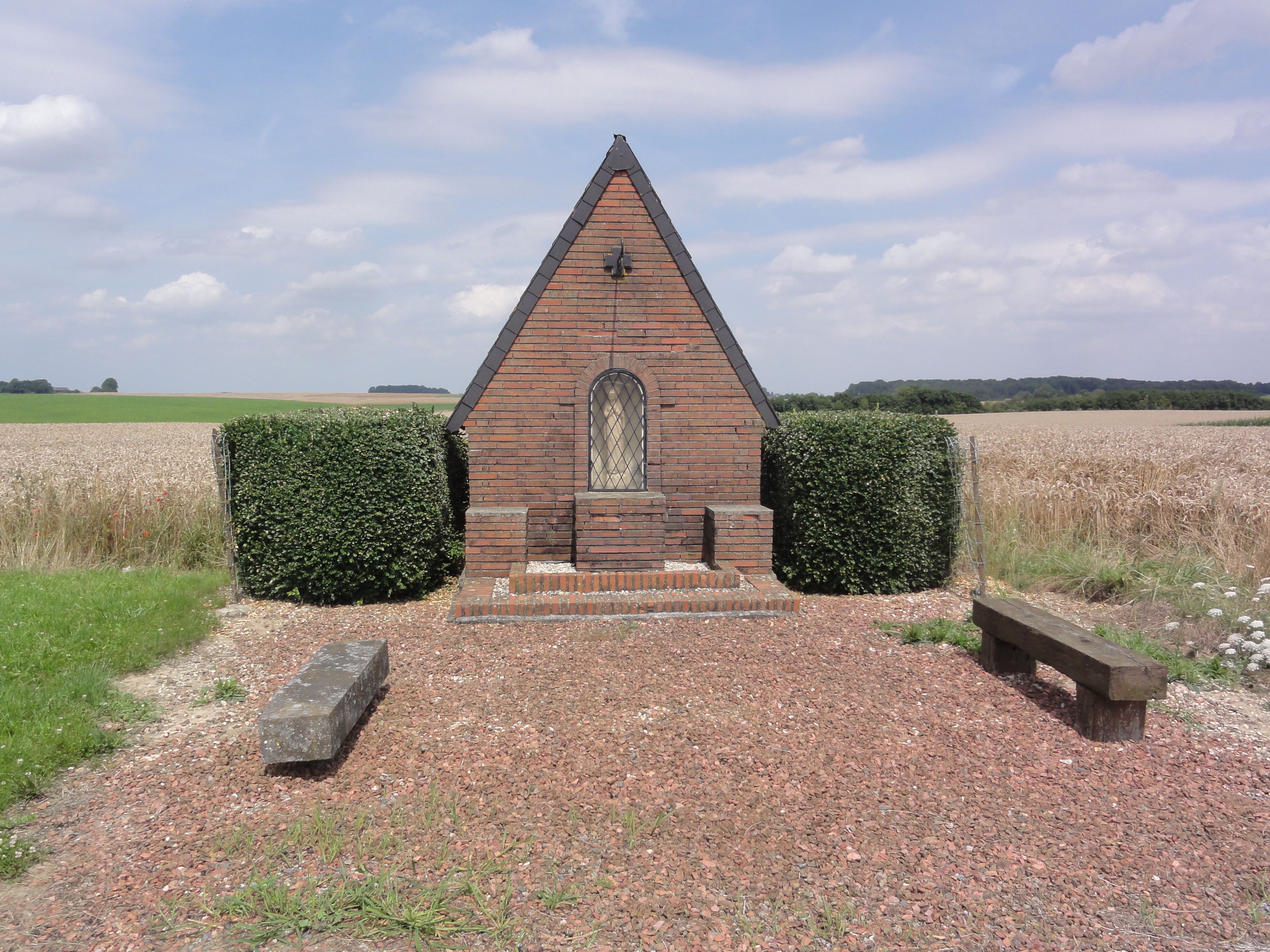
Chapelle Notre-Dame-de-Lourdes.
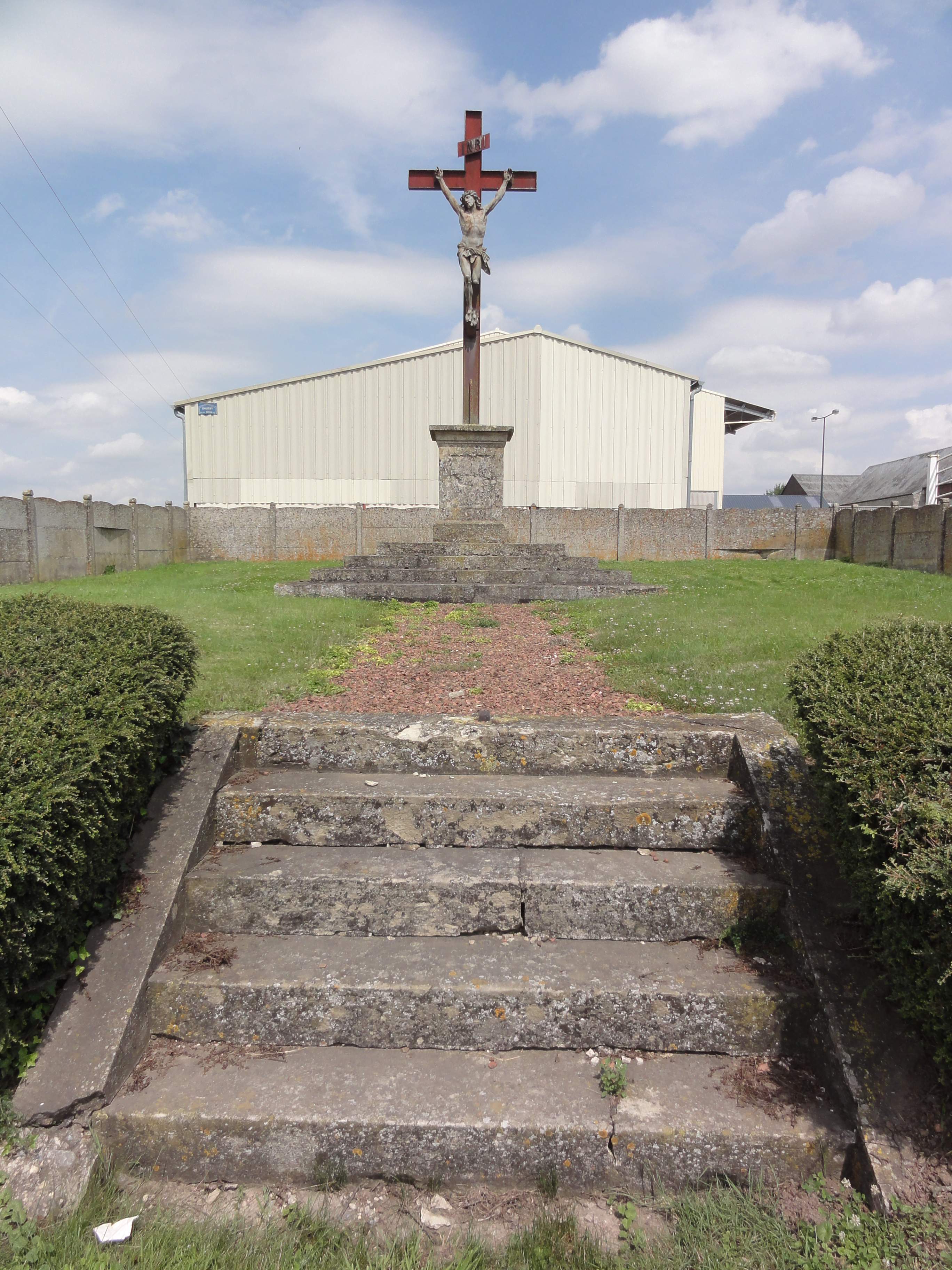
Calvaire.
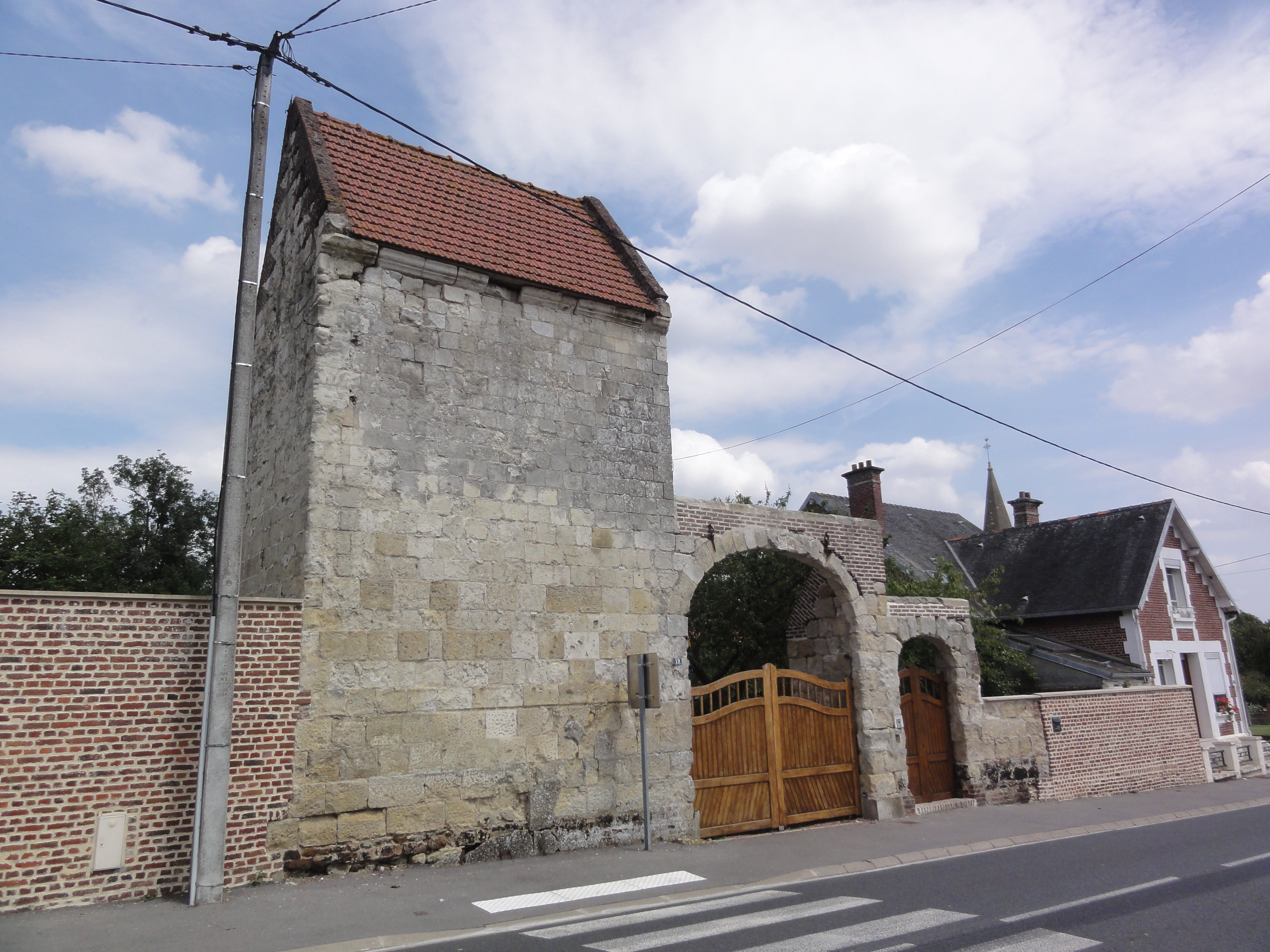
Porche de ferme avec tour.

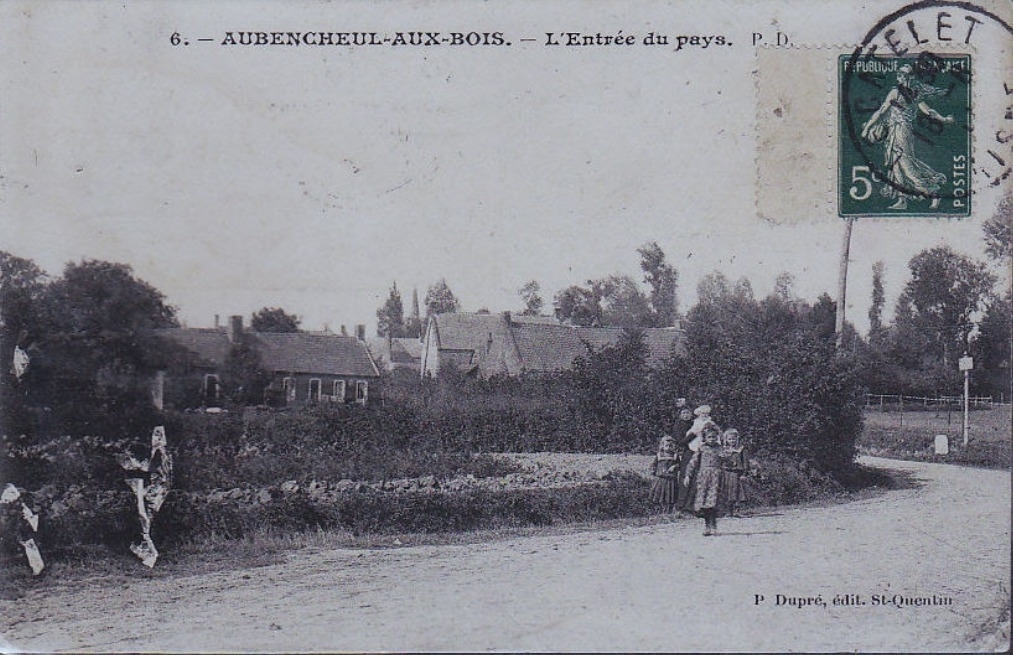
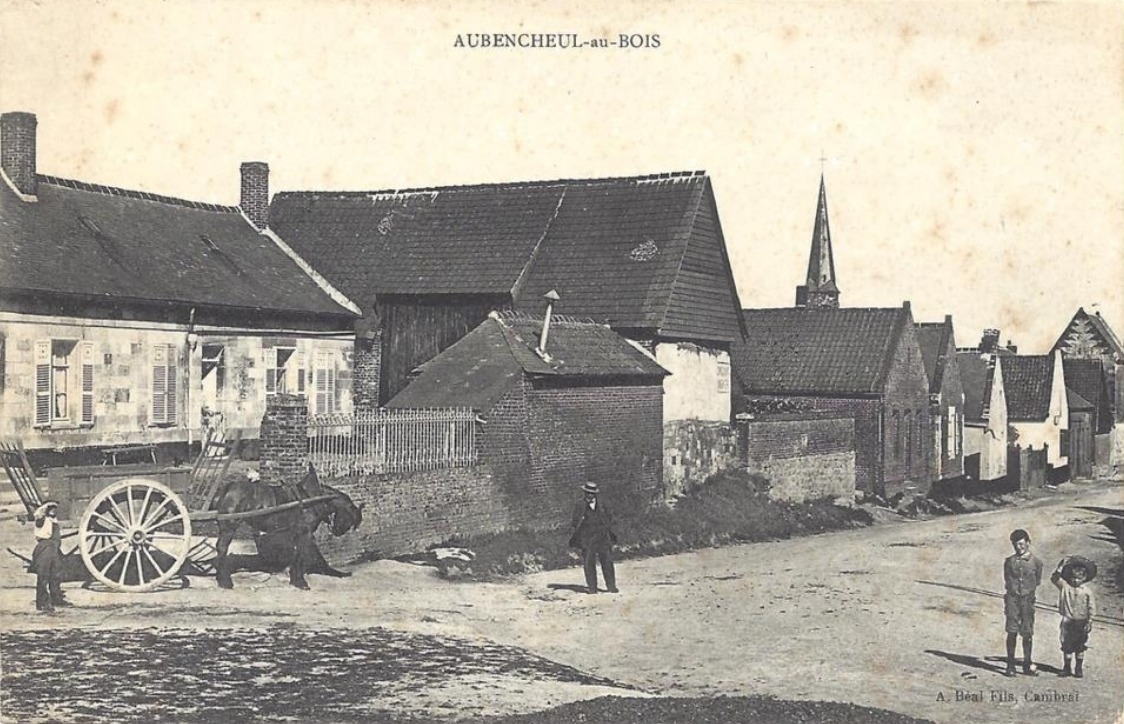
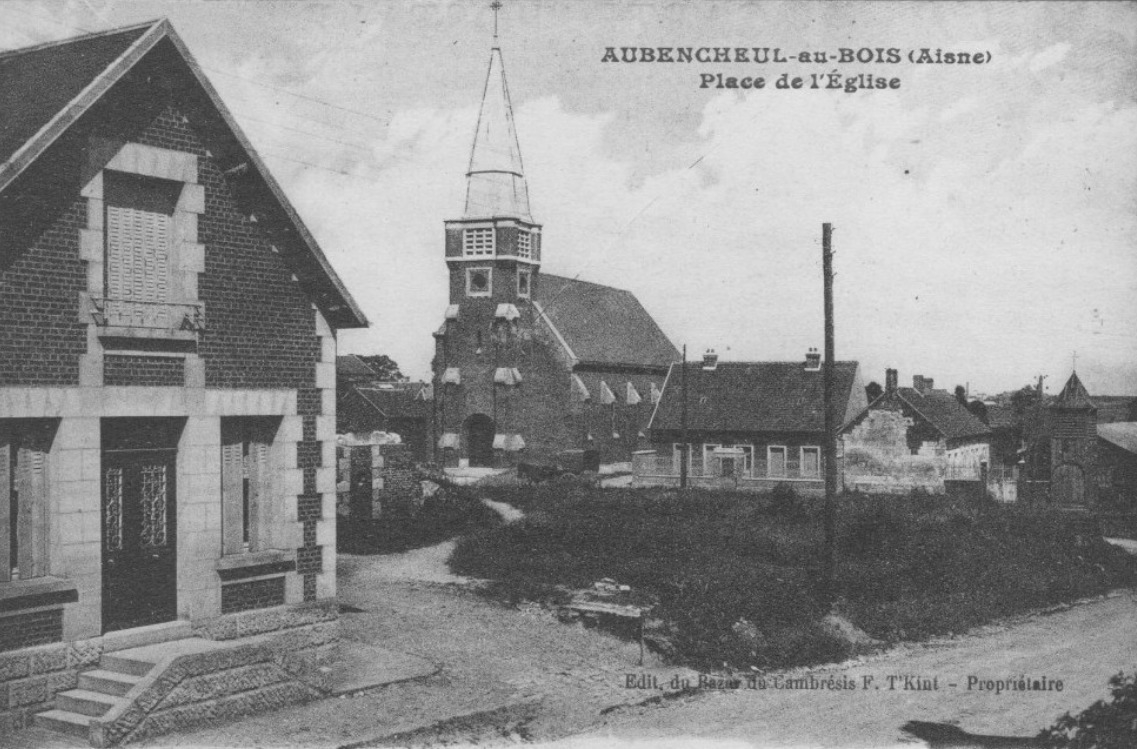
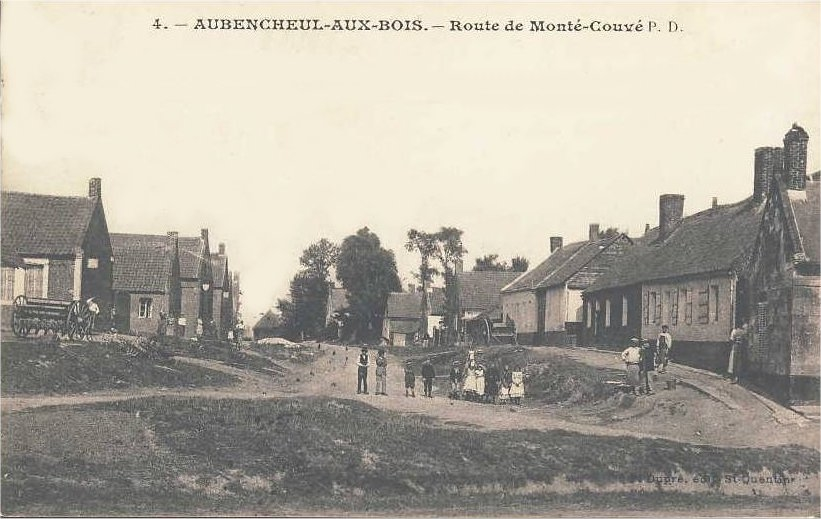

## Pour approfondir